# Tapio Salonen
Tapio Juhani Salonen, född 1954, är en svensk socionom och forskare med inriktning på välfärdsfrågor och disputerade 1993 vid Lunds universitet. Salonen är verksam som seniorprofessor i socialt arbete och var tidigare dekan för Fakulteten för hälsa och samhälle vid Malmö Universitet fram till 2017.
Han har varit återkommande anlitad i statliga utredningar och kommittéer och har varit forskningsledare för mångvetenskapliga forskargrupper och lett ett flertal forskningsprojekt både i Sverige och internationellt.